# Archaeoraptor

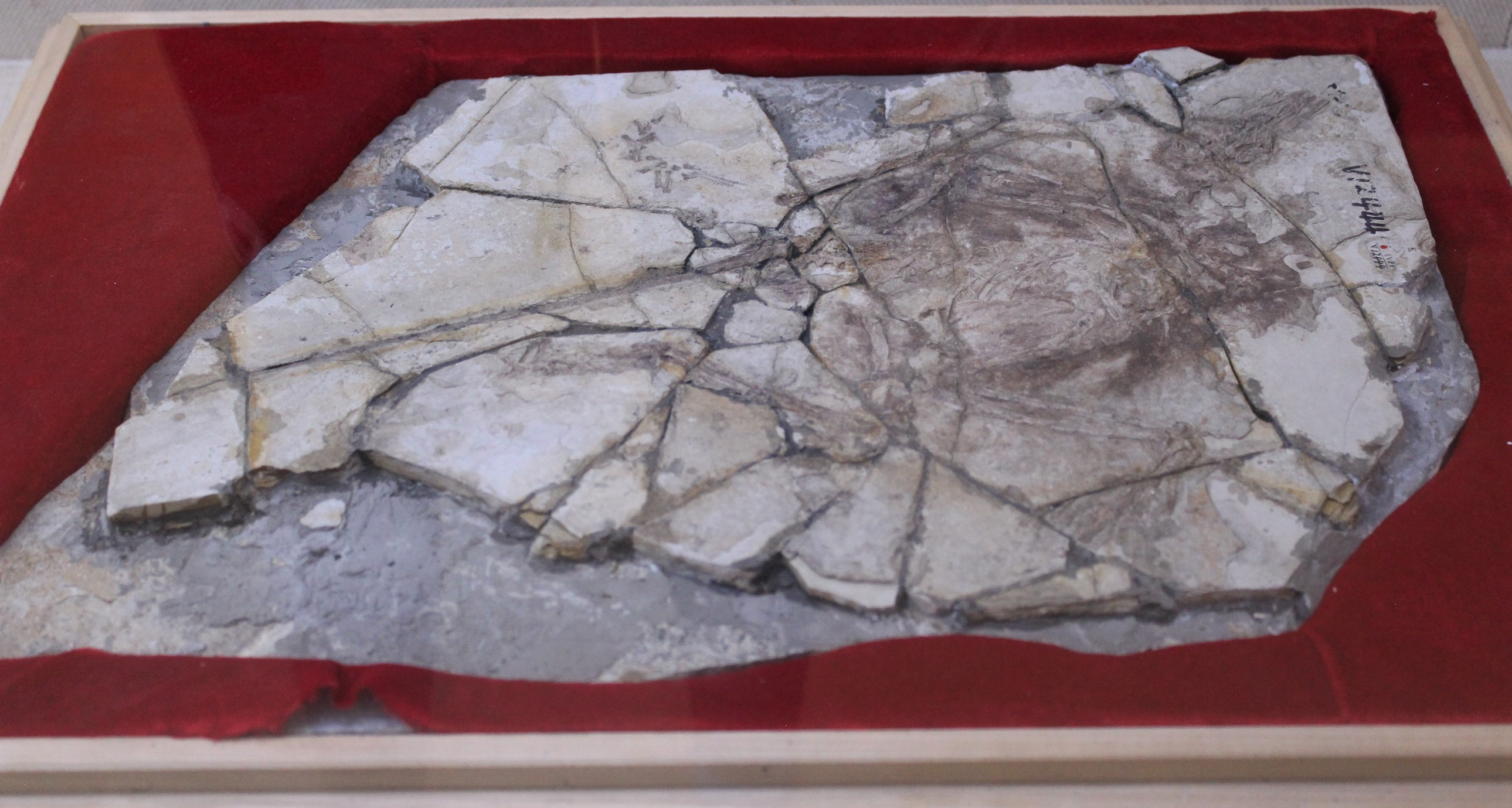
Il "fossile" di Archaeoraptor

Archaeoraptor è il nome generico, assegnato informalmente nel 1999, a un fossile proveniente dalla Cina in un articolo pubblicato sul National Geographic.
La rivista proclamò che il fossile era un "anello mancante" tra gli uccelli e i dinosauri teropodi terrestri. Anche prima di questa pubblicazione vi erano stati forti dubbi sull'autenticità del fossile, ma lo scandalo scoppiò quando venne dimostrato, attraverso un successivo studio scientifico, che il presunto fossile era una truffa. La falsificazione era stata ottenuta con la ricomposizione di pezzi di fossili reali provenienti da specie animali differenti.
Zhou et al. (2001) dimostrarono che la testa e la parte superiore del corpo appartenevano in realtà a un esemplare dell'uccello primitivo Yanornis, mentre uno studio del 2002 permise di scoprire che la coda era parte di un esemplare di Microraptor, un piccolo dinosauro dromeosauride alato (descritto nel 2000). Le zampe posteriori appartengono invece a un animale ancora sconosciuto.
Lo scandalo di "Archaeoraptor" ha avuto ramificazioni notevoli. Portò l'attenzione sul commercio illegale di fossili condotto in Cina, ed evidenziò la necessità di uno stretto controllo delle notizie sui presunti "anelli mancanti" pubblicati su giornali senza peer-review. Lo scandalo del fossile è stato poi usato dai creazionisti per mettere dubbi sulla Teoria evoluzionistica.